# Antonio Vite

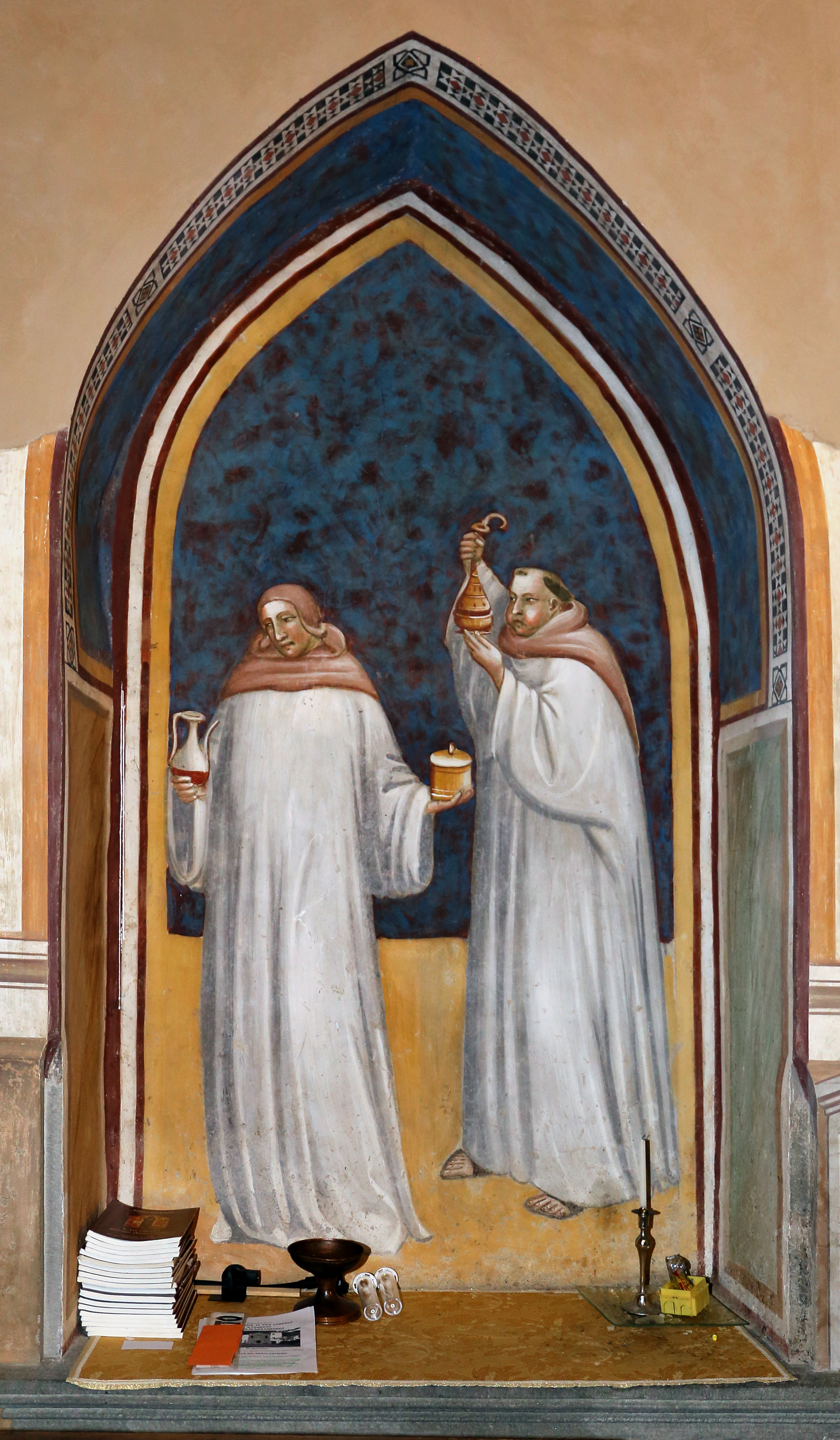
Affresco di Antonio Vite, Cappella degli Obizzi, San Francesco, Pescia

Antonio Vite (Pistoia, ... – ...; fl. XIV-XV secolo) è stato un pittore italiano del primo Rinascimento.

## Biografia
Fu allievo di Gherardo Starnina e nacque a Pistoia. Fu attivo intorno all'anno 1428, ed era forse la stessa persona di Antonio Filippo da Pistoia, il cui nome appare nei documenti del periodo. Si dice che abbia lavorato nel Campo Santo di Pisa. Lavorò anche al Palazzo del Ceppo di Prato, nonché nella chiesa di San Domenico a Pistoia. Altre informazioni lo danno come componente del consiglio comunale di Pistoia nel 1378. Si dice che l'architetto toscano Ventura Vitoni, del XV secolo, fosse il nipote di Antonio.